# Бенбоу (Каліфорнія)
Бенбоу (англ. Benbow) — переписна місцевість (CDP) в США, в окрузі Гумбольдт штату Каліфорнія. Населення — 422 особи (2020).

## Географія
Бенбоу розташований за координатами 40°3′37″ пн. ш. 123°45′55″ зх. д. / 40.06028° пн. ш. 123.76528° зх. д. (40.060267, -123.765380).  За даними Бюро перепису населення США в 2010 році переписна місцевість мала площу 12,64 км², уся площа — суходіл.

## Демографія
Згідно з переписом 2010 року, у переписній місцевості мешкала 321 особа в 150 домогосподарствах у складі 86 родин. Густота населення становила 25 осіб/км².  Було 178 помешкань (14/км²).
Расовий склад населення:
| - 91,6 % — білих - 0,6 % — корінних американців - 0,3 % — азіатів - 4,0 % — осіб інших рас |

До двох чи більше рас належало 3,4 %. Частка іспаномовних становила 7,8 % від усіх жителів.
За віковим діапазоном населення розподілялося таким чином: 18,4 % — особи молодші 18 років, 64,2 % — особи у віці 18—64 років, 17,4 % — особи у віці 65 років та старші. Медіана віку мешканця становила 46,2 року. На 100 осіб жіночої статі у переписній місцевості припадало 101,9 чоловіків;  на 100 жінок у віці від 18 років та старших — 103,1 чоловіків також старших 18 років.
Цивільне працевлаштоване населення становило 96 осіб. Основні галузі зайнятості: фінанси, страхування та нерухомість — 25,0 %, освіта, охорона здоров'я та соціальна допомога — 25,0 %, роздрібна торгівля — 18,8 %, інформація — 17,7 %.